# GKS Tychy (koszykówka)
GKS Tychy – polski klub koszykarski z siedzibą w Tychach, występujący w I lidze. Założony 20 kwietnia 1971.
W 2009 nazwę klubu zmieniono z KKS Big Star Tychy na KKS Tychy, zaś w 2010 na GKS Tychy. W sierpniu 2011 klub ogłosił bankructwo. W sezonie 2011/12 GKS Tychy wystartował w rozgrywkach III ligi, grupy śląskiej II. W tym także sezonie drużyna awansowała do II ligi. Po sezonie 2013/2014 zakończonym awansem wróciła do I ligi.

## Historia
- awans do III ligi – w sezonie 1998/1999
- 1. miejsce w turnieju – z okazji 80-lecia klubu MKS Odra Wodzisław Śląski 2002
- awans do II ligi – w sezonie 2002/2003
- 6. miejsce – w sezonie 2003/2004
- 2. miejsce – w Pucharze Śląska 2004
- 2. miejsce – w sezonie 2005/2006
- 1. miejsce  – Turniej w Głuchołazach 2006
- awans do I ligi – w sezonie 2006/2007
- 2. miejsce w Pucharze Śląska 2007
- 3. miejsce w sezonie 2008/2009
- 14. miejsce w sezonie 2010/2011
- spadek do II ligi – w sezonie 2010/2011
- ogłoszenie bankructwa, gra w III lidze w sezonie 2011/2012
- awans do II ligi – w sezonie 2011/2012
- 6. miejsce w sezonie 2012/2013
- awans do I ligi – w sezonie 2013/2014

## Sukcesy
| MVP I ligi - Damian Kulig (2008) I skład I ligi - Damian Kulig (2008, 2009) - Łukasz Pacocha (2009, 2010) - Hubert Mazur (2017) | Uczestnicy meczu gwiazd I ligi - Łukasz Pacocha (2010) - Piotr Hałas (2010) - Marcin Salamonik (2010) - Dawid Witos (2011) - Mariusz Bacik (2011) Uczestnicy konkursu rzutów za 3 punkty I ligi - Łukasz Pacocha (2010) - Dawid Witos (2011) |

## Koszykarze
Stan na 15 sierpnia 2019

### Obecny skład
| Numer | Imię i Nazwisko   | Data Urodzenia | Wzrost | Pozycja           | Narodowość |
| 2     | Szymon Woźniak    | 2000           | 187    | rozgrywający      | Polska     |
| 5     | Damian Szymczak   | 1995           | 186    | rzucający obrońca | Polska     |
| 7     | Maciej Krakowczyk | 1996           | 200    | silny skrzydłowy  | Polska     |
| 9     | Paweł Bogdanowicz | 1987           | 197    | silny skrzydłowy  | Polska     |
| 12    | Michał Jankowski  | 1987           | 192    | niski skrzydłowy  | Polska     |
| 13    | Paweł Zmarlak     | 1982           | 195    | silny skrzydłowy  | Polska     |
| 17    | Maksym Kulon      | 1993           | 191    | niski skrzydłowy  | Polska     |
| 19    | Jakub Zawadzki    | 1998           | 185    | rzucający obrońca | Polska     |
| 55    | Jakub Fenrych     | 1992           | 199    | środkowy          | Polska     |
| 67    | Kacper Majka      | 1997           | 183    | rozgrywający      | Polska     |
|       | Marcin Woroniecki | 2000           | 190    | rozgrywający      | Polska     |
|       | Patryk Kędel      | 1999           | 199    | środkowy          | Polska     |
|       | Przemysław Wrona  |                | 205    | środkowy          | Polska     |

### Byli gracze
| - Wojciech Barycz - Zbigniew Białek - Zbigniew Doliński - Mirosław Frankowski - Mateusz Gabryś - Wojciech Jagiełka - Adam Kilian - Grzegorz Kordas - Sławomir Kruk - Kamil Michalski |  | - Łukasz Mikuła - Tomasz Ochońko - Mateusz Pycia - Łukasz Ratajczak - Robert Rojek - Przemysław Szymański - Damian Kulig - Krzysztof Mielczarek - Grzegorz Radwan - Paweł Zmarlak |

## Sztab szkoleniowy
Stan na 16 sierpnia 2019
- Tomasz Jagiełka – pierwszy trener
- Wojciech Jagiełka – drugi trener
- Jakub Gruth – trener przygotowania fizycznego
- Adrian Prietz – fizjoterapeuta
- Łukasz Kaczmarski – kierownik drużyny
- Jarosław Danielak – media

## Sponsorzy klubu

### Główni sponsorzy
- Tychy – dobre miejsce dla sportu
- PEC Tychy
- Tyskie
- RPWiK Tychy
- Master Tychy
- TechCar Kompleks Motoryzacyjny w Tychach
- RCGW Tychy
- ForBET

### Sponsorzy techniczni
- Hummel International
- PKM Tychy
- 3+ liczna rodzina - Urząd Miasta Tychy
- Tychy.pl
- Maximum Nutrition
- Treespot Tychy